# 고응연
고응연(高應淵, ?~1594년)은 조선의 의병이다.

## 생애
1592년, 임진왜란이 일어나자 의병을 일으켜 조령 전투에서 공을 세웠지만 부상을 입어 1594년에 사망했다.
이후 공을 인정받아 훈련원주부(訓鍊院主簿)에 제수되고, 선무원종공신(宣武原從功臣) 3등에 서훈되었다.